# Viadukt von Anthéor
Das Viadukt von Anthéor (französisch Viaduc d’Anthéor) ist ein Eisenbahnviadukt im Verlauf der Bahnstrecke Marseille–Ventimiglia in Frankreich.

## Lage
Die Brücke befindet sich auf dem Gebiet der Gemeinde Saint-Raphaël, im Ortsteil Anthéor des Küstenorts Agay. Sie überspannt am Rand des Mittelgebirges Esterel das Tal des Bachs Anthéor unmittelbar vor dessen Mündung in das Mittelmeer.

## Geschichte und Beschreibung

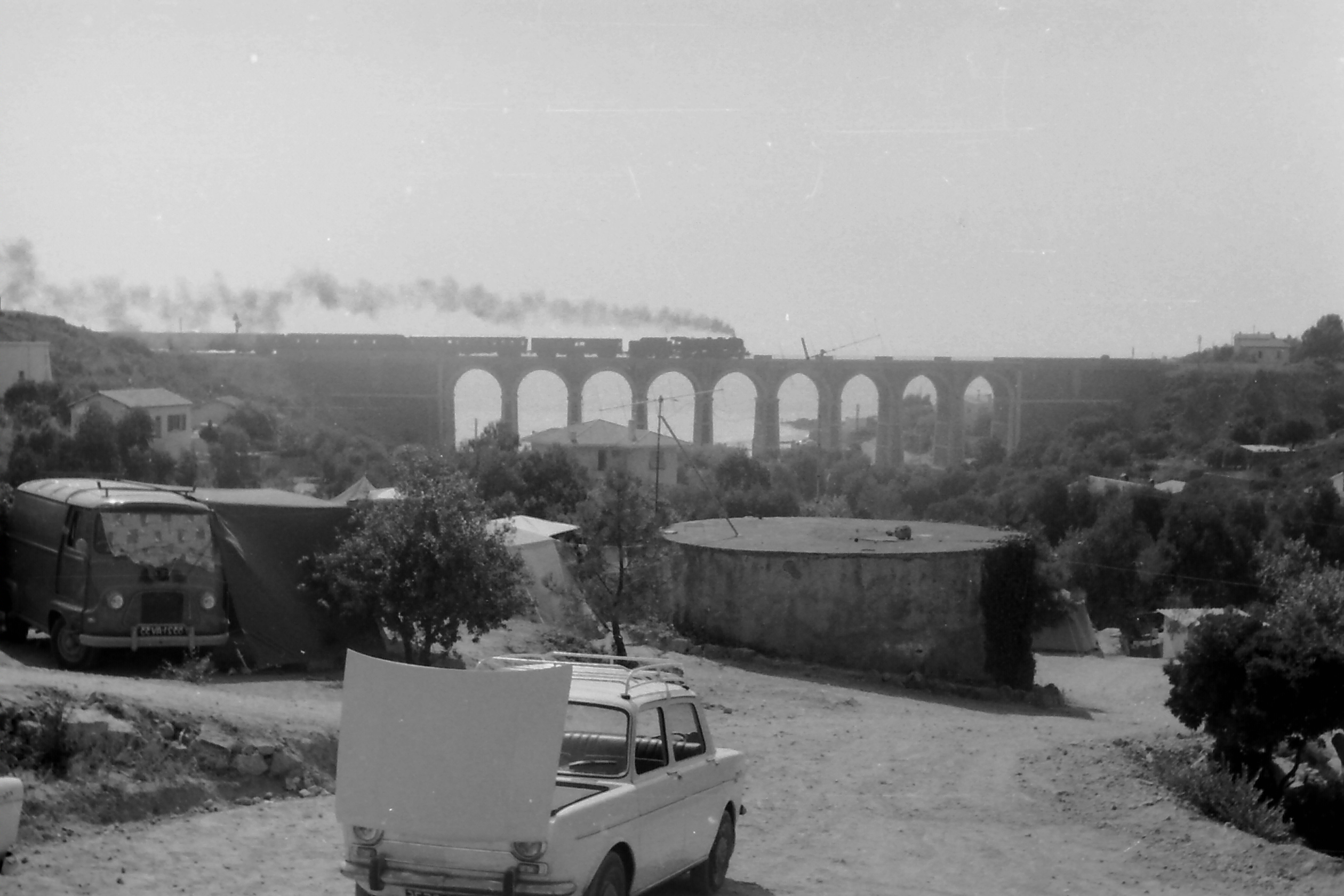
Dampfzug auf dem Viadukt (1964)

Das Viadukt wurde zwischen 1860 und 1862 erbaut, 1863 wurde der Abschnitt der Strecke von Les Arcs über Anthéor bis Cagnes-sur-Mer von der Compagnie des chemins de fer de Paris à Lyon et à la Méditerranée (P.L.M.) in Betrieb genommen. Ingenieur der Brücke war Charles Bardal, der bereits Eisenbahnviadukte in Bandol und La Napoule realisiert hatte.
Mit einer Länge von 123 m und einer Höhe von fast 30 m wurde das Viadukt in Form von neun Gewölben aus gemauerten Ziegelsteinen errichtet. 1923 entstand der kleine Ort Anthéor-Plage, der wenige Meter südlich der Brücke 1932 eine Bahnstation (Anthéor-Cap-Roux) erhielt.
Im Zweiten Weltkrieg wurde das Viadukt teilweise zerstört. Da die Bahnstrecke für die deutsche Wehrmacht eine wichtige Verbindung nach Italien darstellte, geriet sie bald ins Visier der US-amerikanischen Army Air Forces und der britischen Royal Air Force. Im September 1943 hatte sie noch elf Bombenangriffen standgehalten und wurde am 15. August 1944 noch als „augenscheinlich intakt“ beschrieben. Eine Flugzeugstaffel und Beschuss durch einen Kreuzer brachten schließlich zwei nebeneinanderstehende Pfeiler zum Einsturz. Am folgenden 25. Oktober konnte eine Behelfskonstruktion in Betrieb genommen und die Brücke zunächst eingleisig wieder befahren werden.
In den 1960er Jahren wurden die letzten sichtbaren Kriegsschäden beseitigt, und 1968 die Masten für die Oberleitung gesetzt. Am 9. Oktober 2014 wurde am Pfeiler Nr. 6 eine Gedenktafel enthüllt, mit der der Ankunft der United States Army am Strand von Anthéor 70 Jahre zuvor gedacht wurde.

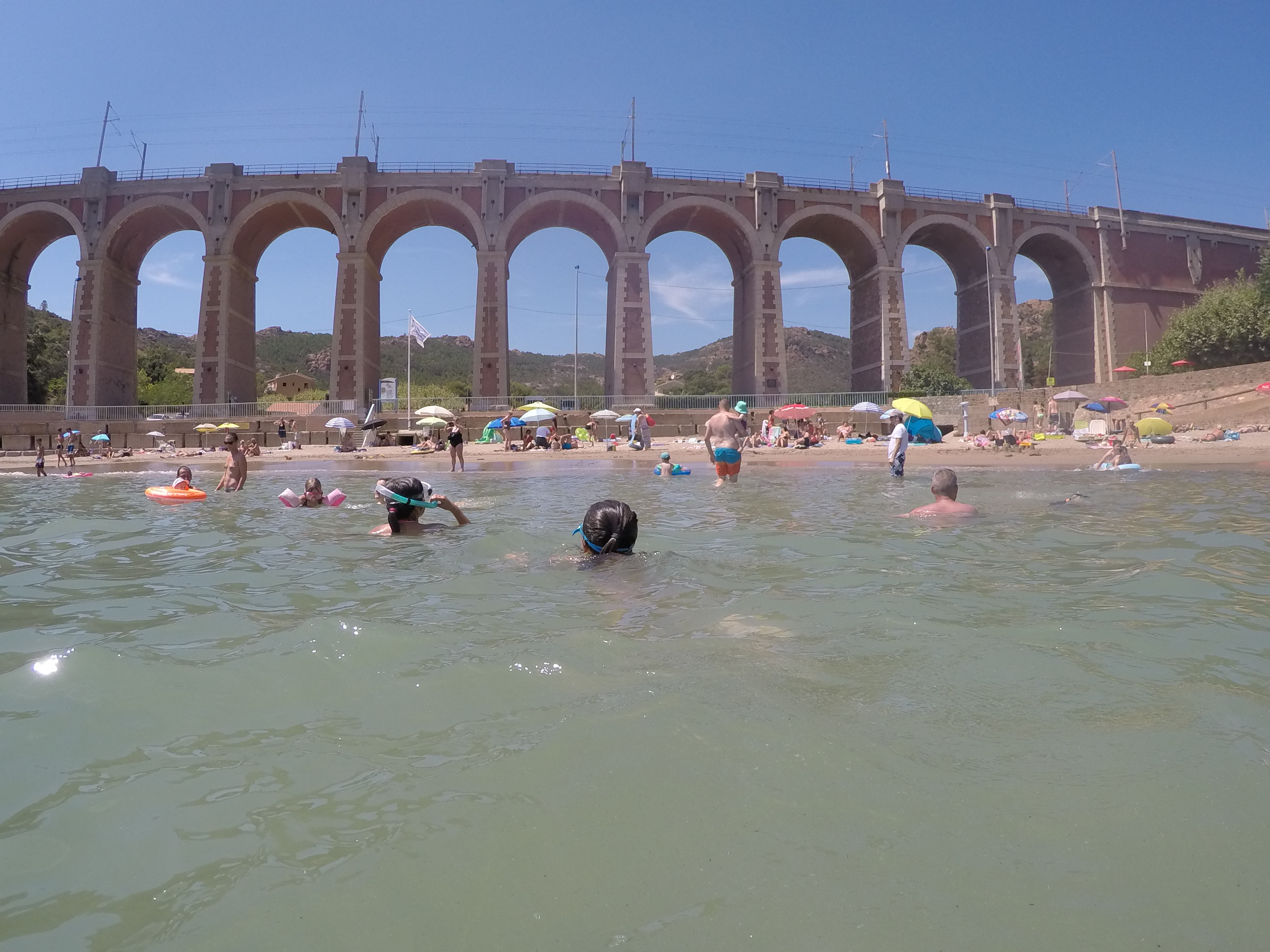
Ansicht von der Seeseite
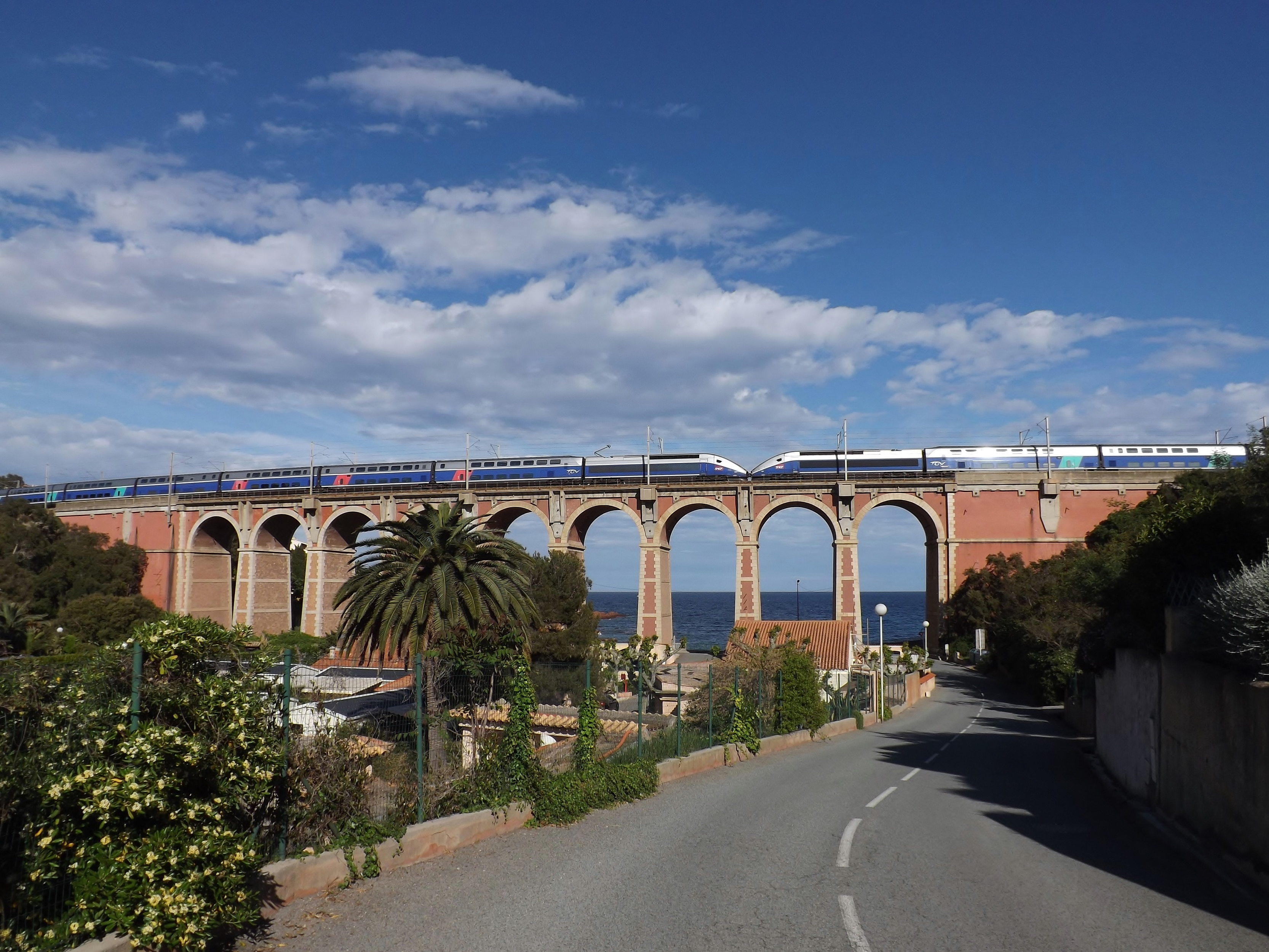
Ansicht von der Landseite
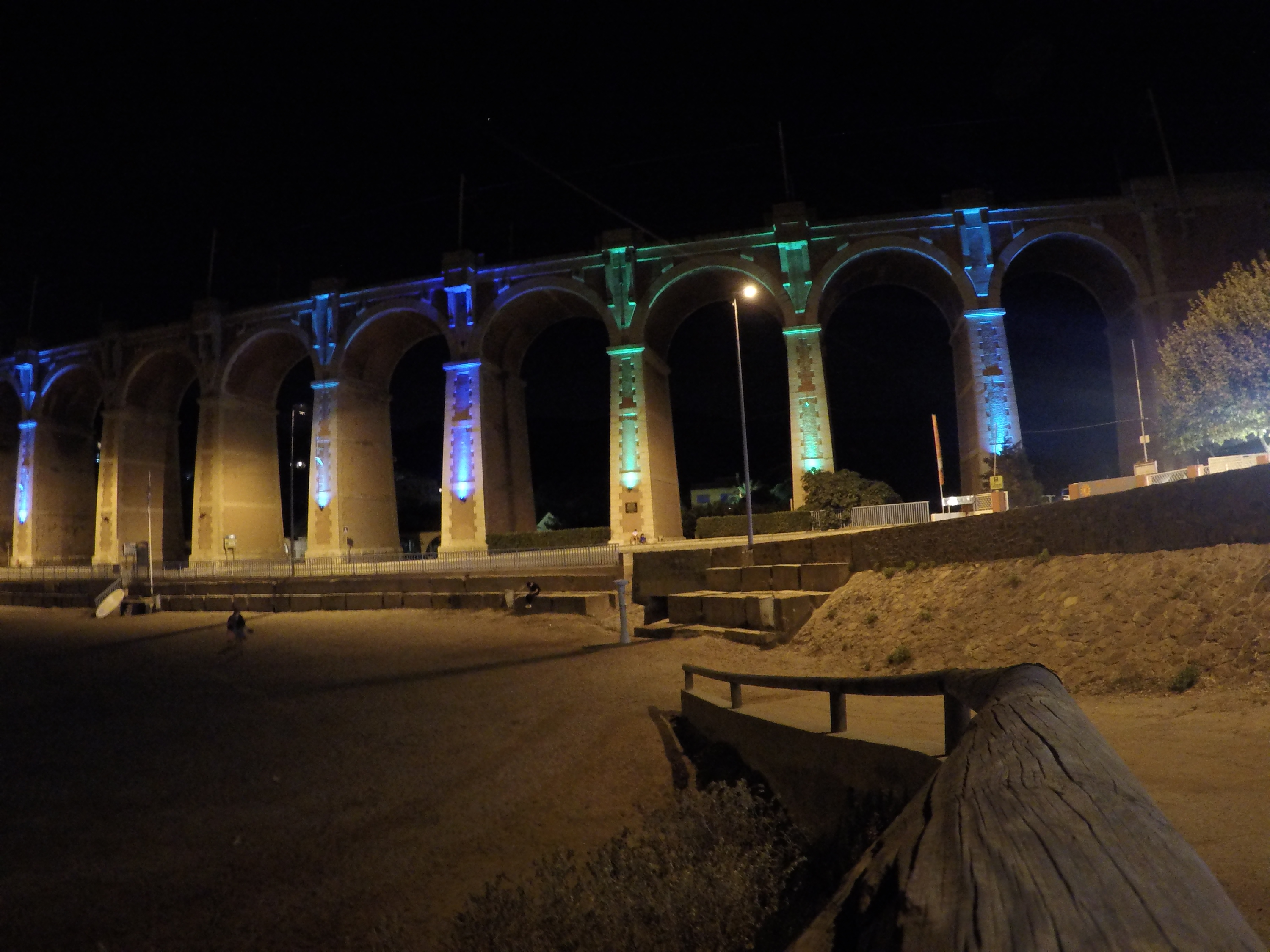
Farbige Beleuchtung der Brückenpfeiler bei Nacht